# デリック・アドキンス
デリック・アドキンス（英語: Derrick R. Adkins, 1970年7月2日 - ）は、アメリカ合衆国の陸上競技選手。1996年アトランタオリンピックの金メダリストである。

## 経歴
ニューヨークのブルックリン区の出身。400mハードルを専門とした選手で、彼が最初に世界の舞台に登場したのは1991年である。この年の全米選手権3位となり、同年の東京で開催された世界選手権に出場を果たし、6位という成績を残している。
アドキンスは1991年と1993年のユニバーシアードでは2連覇を達成しているが、1993年の世界選手権では7位という結果に終わっている。彼はその後、著しく力をつけてゆき1994年には初めて全米選手権を制覇。翌年の全米選手権も制し、同年のイェーテボリの世界選手権では優勝候補と目される中、彼のライバルであったザンビアのサミュエル・マテテを下し初めての世界タイトルの獲得となった。
1996年のアトランタオリンピックの前にはアドキンスとマテテは5回対戦し、マテテの4勝という状況であった。しかし、対戦成績ではマテテが勝っていたが、オリンピックの決勝では、アドキンスは47秒54の自己ベストをたたき出し、マテテを下しオリンピックチャンピオンに輝いた。

## 自己ベスト
- 400mハードル - 47秒54 (1995年7月5日・1996年8月1日)

## 主な実績
| 年   | 大会                     | 場所                         | 種目         | 結果 | 記録    |
| ---- | ------------------------ | ---------------------------- | ------------ | ---- | ------- |
| 1991 | ユニバーシアード         | シェフィールド(イギリス)     | 400mハードル | 1位  | 49.01秒 |
| 1991 | 世界陸上選手権           | 東京(日本)                   | 400mハードル | 6位  | 49.28秒 |
| 1993 | ユニバーシアード         | バッファロー(アメリカ合衆国) | 400mハードル | 1位  | 49.35秒 |
| 1993 | 世界陸上選手権           | シュトゥットガルト(ドイツ)   | 400mハードル | 7位  | 49.07秒 |
| 1995 | 世界陸上選手権           | イェーテボリ(スウェーデン)   | 400mハードル | 1位  | 47.98秒 |
| 1995 | IAAFグランプリファイナル | モンテカルロ(モナコ)         | 400mハードル | 2位  | 48.05秒 |
| 1996 | オリンピック             | アトランタ(アメリカ合衆国)   | 400mハードル | 1位  | 47.54秒 |
| 1996 | IAAFグランプリファイナル | ミラノ(イタリア)             | 400mハードル | 1位  | 48.63秒 |